# Pfalzweyer
Pfalzweyer é uma comuna francesa na região administrativa de Grande Leste, no departamento Baixo Reno. Estende-se por uma área de 2,22 km². Em 2010 a comuna tinha 324 habitantes (densidade: 145,9 hab./km²).